# Institut für bakterielle Infektionen und Zoonosen

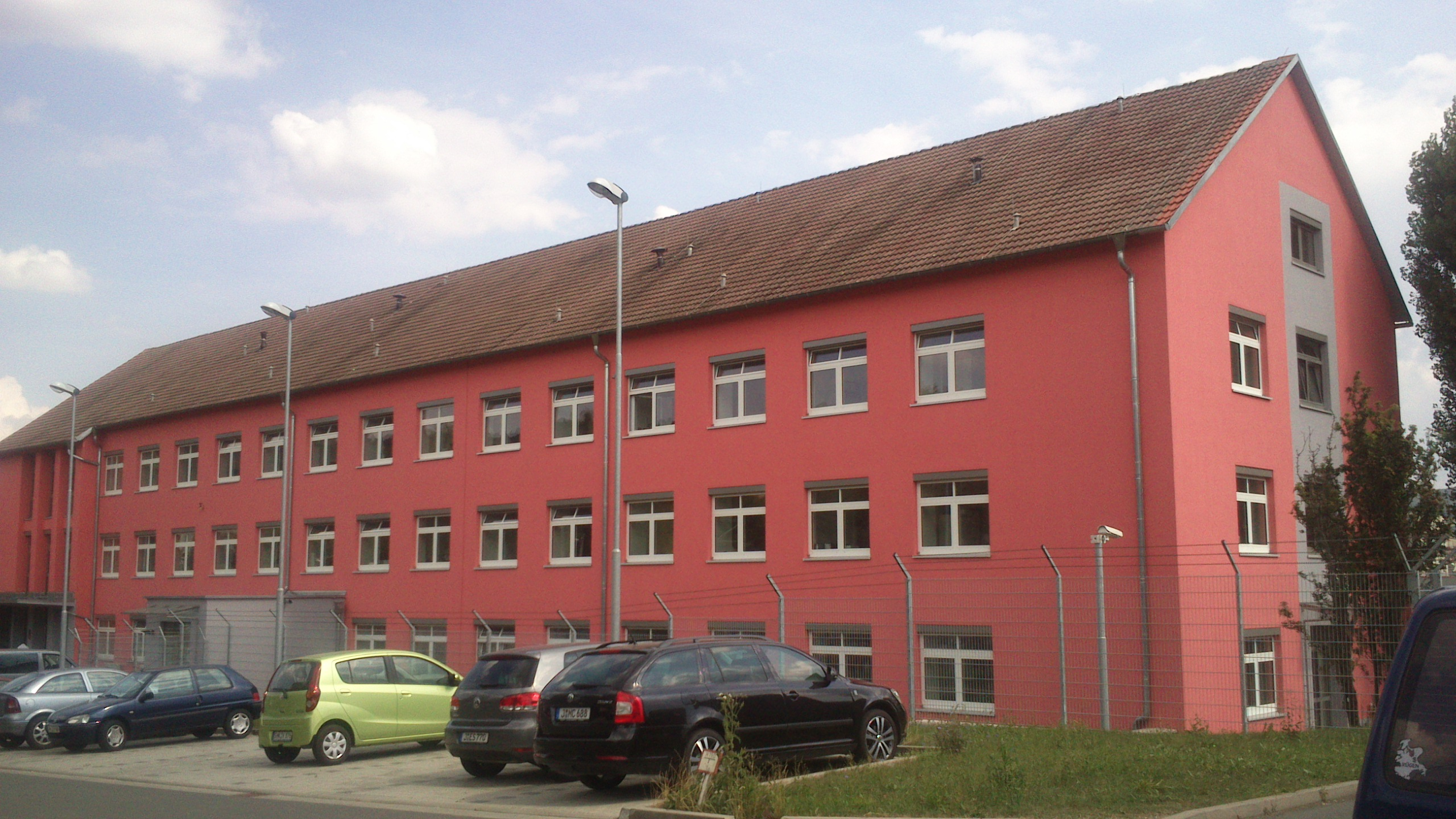
Sitz des Instituts

Das Institut für bakterielle Infektionen und Zoonosen (IBIZ) ist eine Forschungseinrichtung der Bundesrepublik Deutschland, die als Außenstelle in Jena Teil der rechtlich selbstständigen Bundesoberbehörde Friedrich-Loeffler-Institut (FLI) auf der Insel Riems ist. Das FLI trägt auch die Zusatzbezeichnung „Bundesforschungsinstitut für Tiergesundheit“. Das Institut betreibt in erster Linie Ressortforschung für das Bundesministerium für Ernährung und Landwirtschaft (BMEL). Die Forschungsaufgaben des IBIZ liegen im Gebiet der Veterinärmedizin.

## Geschichte
Das heutige Institut für bakterielle Infektionen und Zoonosen und das ebenfalls in Jena ansässige Institut für molekulare Pathogenese (IMP) gehen zurück auf das am 1. Juli 1954 gegründete „Institut für bakterielle Tierseuchenforschung“ (ITSF) der ehemaligen Deutschen Akademie der Landwirtschaftswissenschaften der DDR. Ende der 1950er Jahre wurde mit dem Bau neuer Gebäude für das ITSF am heutigen Standort in Jena-Zwätzen begonnen. Eine Stärke des ITSF bestand darin, die Vertreter der verschiedenen Disziplinen (Tierärzte, Chemiker, Physiker, Biologen, Landwirte) bei der Bearbeitung der Forschungsaufgaben zusammenzuführen.
Die politische Wende und die deutsche Wiedervereinigung stellten auch für das Jenaer Institut einen entscheidenden Einschnitt dar. Aufgrund einer Empfehlung des Wissenschaftsrats wurde die Einrichtung ab 1. Januar 1992 als Fachbereich „Bakterielle Tierseuchen und Bekämpfung von Zoonosen“ in das Institut für Veterinärmedizin (Robert von Ostertag-Institut) des Bundesgesundheitsamtes übernommen. Nach der Auflösung des Bundesgesundheitsamtes war das Institut in Jena von 1994 an Teil des seinerzeit neu gegründeten Bundesinstituts für gesundheitlichen Verbraucherschutz und Veterinärmedizin. Dieses wurde im November 2002 aufgelöst.
Auch nach der im November 2002 erfolgten Eingliederung als Standort Jena in die „Bundesforschungsanstalt für Viruskrankheiten der Tiere“ (BFAV) konnten wesentliche Teile der angestammten Arbeitsfelder fortgeführt werden. Daneben wurden in verstärktem Maße an aktuellen Problemen orientierte Forschungsprojekte in Angriff genommen und neue Labormethoden eingearbeitet.
Die Bundesforschungsanstalt BFAV wurde 2004 umbenannt in „Friedrich-Loeffler-Institut“ (FLI) mit der Zusatzbezeichnung „Bundesforschungsinstitut für Tiergesundheit“.

## Forschung
Das Institut betreibt Forschung auf den Gebieten der Ätiologie und Bekämpfung von Infektionskrankheiten der Tiere. In diesem Zusammenhang werden auch Untersuchungen zur Pathogenese, Diagnostik und Epidemiologie dieser Erkrankungen durchgeführt. Das Institut verfolgt aktuelle Entwicklungen in der Tierhaltung und der Bekämpfung von Tierseuchen, um möglichen Gefahren für Tier und Mensch bereits im Vorfeld begegnen zu können.
Im Mittelpunkt der Forschungstätigkeit stehen durch Campylobacter, Salmonellen, Mykoplasmen, L3-Erreger (Milzbrand, Brucellose und Rotz), durch Zecken übertragene Krankheiten (ZüK), Clostridien sowie durch Humane Rotaviren und Humane Noroviren bedingte Infektionen. Die Mehrzahl der Forschungsprojekte wird gemeinsam mit dem Institut für molekulare Pathogenese konzipiert und bearbeitet.

## Referenzlaboratorien
Von den Nationalen Referenzlaboratorien (NRL) werden umfangreiche hoheitliche Aufgaben im Sinne der Überwachung sowie der Verbesserung der Diagnostik von anzeigepflichtigen Tierseuchen, meldepflichtigen Tierkrankheiten und Zoonosen wahrgenommen.
Dem Institut für bakterielle Infektionen und Zoonosen sind folgende Nationale Referenzlaboratorien zugeordnet:
NRL für Brucellose
Die Brucellose ist eine Infektionskrankheit, hervorgerufen durch Bakterien der Gattung Brucella (B.). Da der Erreger vom Rind (B. abortus), vom Schwein (B. suis), vom Schaf und von der Ziege (B. melitensis) und in eingeschränktem Maße auch vom Hund (B. canis) auf den Menschen übertragen werden kann handelt es sich um eine Zoonose.
NRL für die Lungenseuche der Rinder
Die Lungenseuche der Rinder, auch als infektiöse Pleuropneumonie der Rinder bezeichnet, ist eine hochkontagiöse bakterielle Infektionskrankheit des Respirationstraktes mit hoher Morbidität und Mortalität. Sie geht mit hohen wirtschaftlichen Verlusten einher. Empfänglich sind Hausrinder aller Altersgruppen sowie Büffel, Bison, Yak und Wasserbüffel.
NRL für Milzbrand
Milzbrand (Anthrax) ist eine durch den Bacillus anthracis verursachte Infektionskrankheit. Sie tritt sowohl bei Tieren als auch beim Menschen auf und gehört deshalb zum Formenkreis der Zoonosen. In Deutschland werden Milzbranderkrankungen beim Tier seit Jahren nur noch vereinzelt festgestellt.
NRL für Psittakose
Die Psittakose („Papageienkrankheit“) ist eine durch den Erreger Chlamydophila psittaci, ein Bakterium der Familie Chlamydiaceae, verursachte Erkrankung. Sie tritt sowohl bei Vögeln als auch beim Menschen auf. Auf Grund der Übertragbarkeit vom Tier auf den Menschen gehört sie zu den Zoonosen.
NRL für Rauschbrand
Der Rauschbrand ist eine seuchenhaft und akut verlaufende, infektiöse, aber nicht kontagiöse Gasödemkrankheit, die meist junge Rinder sowie gelegentlich Schafe bzw. Ziegen befällt und durch die metastatische Bildung von Gasödemen in den großen Muskelpartien gekennzeichnet ist. Erreger der Krankheit ist das Bakterium Clostridium chauvoei.
NRL für Rotz
Der Rotz (Glanders, Malleus) ist eine oft chronisch und seuchenhaft verlaufende Infektionskrankheit primär der Einhufer. Esel, Maulesel und Maultiere sind am empfänglichsten. Pferde, Hunde, Katzen, Kamele und auch Menschen gelten als mittelgradig prädisponiert. Rinder und Schweine sind schwer zu infizieren und Ratten sowie Geflügel sollen praktisch resistent sein. Die Krankheit wird durch den bakteriellen Erreger Burkholderia mallei verursacht.
NRL für die Salmonellose der Rinder
Die Salmonellose ist eine durch bakterielle Erreger der Gattung Salmonella verursachte Infektionserkrankung. Sie tritt sowohl bei Tieren als auch beim Menschen auf und stellt weltweit eine der wichtigsten Zoonosen dar.
NRL für Vibrionenseuche der Rinder
Die Vibrionenseuche der Rinder ist eine durch Infertilität, frühe embryonale Mortalität und Abort charakterisierte, venerische Erkrankung. Sie wird vom Bakterium Campylobacter fetus ssp. venerealis verursacht.
NRL für durch Zecken übertragene Krankheiten
Frühsommer-Meningoenzephalitis (FSME) und Lyme-Borreliose als die wesentlichen Krankheiten, die in Europa durch Zecken übertragen werden, nehmen in ihrer Bedeutung ständig zu. Die Ursachen dafür können vielfältig sein, unter anderem wird der Klimawandel in diesen Zusammenhang gestellt. In Zecken sind aber noch viele weitere humanpathogene Viren, Bakterien und Parasiten vorhanden.